# Thomas Darling
Thomas „Tom“ Ward Darling (* 4. Mai 1958) ist ein ehemaliger Ruderer aus den Vereinigten Staaten. Er war mit dem Achter Olympiazweiter 1984.

## Karriere
Der 1,93 m große Thomas Darling studierte und ruderte an der Syracuse University. Bei den Weltmeisterschaften 1979 belegte er den vierten Platz im Vierer mit Steuermann. 1980 durfte er wegen des Olympiaboykotts nicht an den Olympischen Spielen in Moskau teilnehmen. Bei den Weltmeisterschaften 1983 verpasste er mit dem gesteuerten Vierer das A-Finale und wurde Siebter.
Im Achterwettbewerb bei den Olympischen Spielen 1984 in Los Angeles fehlten die Boote aus der DDR, der UdSSR und der Tschechoslowakei wegen des Olympiaboykotts. Der US-Achter in der Besetzung Walter Lubsen, Andrew Sudduth, John Terwilliger, Christopher Penny, Thomas Darling, Fred Borchelt, Charles Clapp, Bruce Ibbetson und Steuermann Robert Jaugstetter gewann in Los Angeles seinen Vorlauf, den anderen Vorlauf gewannen die Neuseeländer. Im Finale siegten die Kanadier mit vier Zehntelsekunden Vorsprung vor dem Boot aus den Vereinigten Staaten und den Australiern, die Neuseeländer erreichten als Weltmeister des Vorjahres nur den vierten Platz.
Bei den Olympischen Spielen 1988 ruderte Darling im Vierer mit Steuermann, der in der Besetzung John Terwilliger, Chris Huntington, Thomas Darling, John Walters und Mark Zembsch den fünften Platz belegte.
Neben seiner Ruder-Karriere gehörte Darling auch zum Team von Dennis Conner beim America’s Cup 1987. Als Ruderer blieb Darling auch in späteren Jahren im Senioren-Bereich aktiv. Nach seiner Graduierung an der Syracuse University absolvierte Darling einen Masters-Studiengang an der Boston University. Er arbeitete in der Finanzindustrie und daneben ehrenamtlich in der familieneigenen Tamarack Foundation.